# District de Balaka
Pour les articles homonymes, voir Balaka.
Balaka est un district du Malawi.